# All About That Bass
〈All About That Bass〉는 미국 싱어송라이터 메간 트레이너의 데뷔 싱글로, 2014년 6월 30일 에픽 레코드를 통해 발매되었다. 이 곡은 트레이너의 데뷔 EP 《Title》(2014)과 동명의 데뷔 정규 앨범(2015)에 수록되었다. 트레이너와 프로듀서 케빈 카디쉬가 작곡한 〈All About That Bass〉는 버블검 팝, 두왑, 팝 랩 장르의 곡이다. 10대 시절 부정적인 신체 이미지로 어려움을 겪었던 트레이너는 자기 수용을 장려하기 위해 이 곡을 만들었다.

## 곡 목록
- Digital download[2]

1. "All About That Bass" – 3:08

- CD single[3]

1. "All About That Bass" – 3:08
2. "Title" – 2:54

- Digital EP[4]

1. "All About That Bass" – 3:09
2. "Title" – 2:54
3. "Dear Future Husband" – 3:04
4. "Close Your Eyes" – 3:40